# Naturschutzgebiet Buchenwald Am Freberg
Das Naturschutzgebiet Buchenwald Am Freberg mit einer Größe von 20 ha liegt östlich von Albringen im Stadtgebiet von Arnsberg im Hochsauerlandkreis. Es wurde 1998 mit dem Landschaftsplan Arnsberg durch den Kreistag des Hochsauerlandkreises als Naturschutzgebiet (NSG) mit dem Namen Naturschutzgebiet Buchenwald am Freberg und einer Flächengröße 4,2 ha ausgewiesen. Bei der Neuaufstellung des Landschaftsplanes Arnsberg durch den Kreistag 2021 wurde das NSG mit verändertem Namen erneut ausgewiesen und deutlich vergrößert.

## Gebietsbeschreibung
Im NSG handelt es sich um einen Waldbereich mit hauptsächlich naturnahen, artenreichem Rotbuchenwald auf dem Bergrücken und den teils stark geneigten Hängen des Freberges. Beschreibung im Landschaftsplan: „Der Wald weist stellenweise einen recht altershomogenen Bestand aus starkem Baumholz auf. Hier und dort sind der Buche Eichen beigemischt. Eine Strauchschicht fehlt weitgehend. Die Krautschicht ist überwiegend nur mässig ausgeprägt. Lokal ist der Bestand durch Einschlag oder Windwurf stark ausgelichtet; verstreut findet sich liegendes Totholz. Das Relief wird durch Pingen und eine kleine Alt-Abgrabung auf dem Bergrücken zusätzlich differenziert.“
Der Landschaftsplan führt als zusätzliche Gebote für das Schutzgebiet auf, dass geowissenschaftlich wertvollen Objekte zu erhalten sind und die Forstwirtschaft nur unter Berücksichtigung der anthropogen bedingten Reliefformen mit schonendem forstlichem Maschineneinsatz zulässig ist. Auf Teilflächen ist weiterhin ein Nadelholzanbau einzelstammweise, trupp-, gruppen- oder horstweise mit einem Anteil von maximal 20 Prozent zulässig.

## Spezielle Schutzzwecke für das NSG
Wie bei allen Naturschutzgebieten in Deutschland wurde in der Schutzausweisung darauf hingewiesen, dass das Gebiet „wegen der Seltenheit, besonderen Eigenart und Schönheit des Gebietes“ zum Naturschutzgebiet erklärt wurde. Laut Landschaftsplan erfolgte die Ausweisung zum:
- „Schutz, Erhaltung und Entwicklung eines struktur- und artenreichen Laubwaldkomplexes besonderer Ausprägung und seltener Größenordnung.“
- „Das NSG dient auch der nachhaltigen Sicherung von Vorkommen seltener Tier- und Pflanzenarten.“[2]